# میگ-۲۵

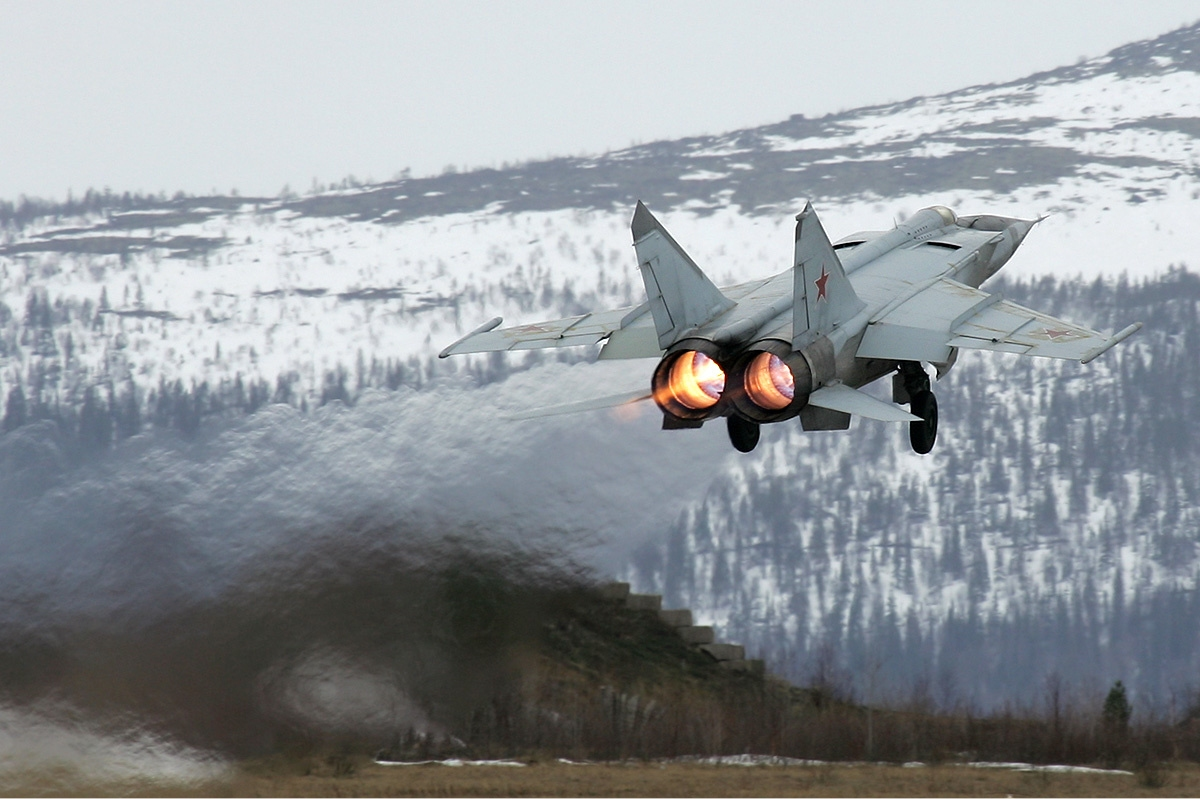
میگ-۲۵ روسی در سال ۲۰۱۱

میکویان-گورویچ میگ-۲۵ (به روسی: Микоян и Гуревич МиГ-25) (نام ناتو: فاکس‌بَت) هواپیمای رهگیر و شناسایی مافوق صوت و یکی از سریع‌ترین هواپیماهای نظامی دنیا و سریع‌ترین هواپیمای جنگنده ساخته شده در تاریخ است که توسط شرکت میگ در اتحاد جماهیر شوروی طراحی شده‌است. اولین پیش‌نمونه میگ-۲۵ در ۱۹۶۴ پرواز کرد. میگ-۲۵ هواپیمایی بسیار سریع با توانایی پرواز در ارتفاع بالاست اما مانورپذیری چندانی ندارد. میگ-۲۵ در اصل برای رهگیری بمب‌افکن بی-۷۰ آمریکایی‌ها ساخته شد که قادر به پرواز با سرعت ۳ ماخ بود. بی-۷۰ هیچگاه تکمیل نشد و در اختیار ارتش آمریکا قرار نگرفت اما میگ-۲۵ به عنوان یک رهگیر دوربرد با سرعت فوق‌العاده در اختیار ارتش شوروی قرار گرفت.
غرب در سال ۱۹۶۷ با تصاویر هواپیماهای شناسایی یو-۲ آمریکا به وجود میگ-۲۵ پی برد. غربی‌ها در ابتدا تصور می‌کردند که این هواپیما با توجه به بال‌ها و دو سکان بزرگ یک جنگنده برتری هوایی غول‌پیکر است که علاوه بر سرعت قابل ملاحظه توانایی مانورپذیری و چابکی بالایی هم دارد. این موضوع نگرانی زیادی را در غرب ایجاد کرده و باعث پیشرفت سریع در برنامه تولید جنگنده اف-۱۵ در آمریکا شد.
قابلیتهای واقعی آن تا سال ۱۹۷۶ که ویکتور بلنکو با یک میگ-۲۵ از طریق ژاپن به آمریکا پناهنده شد آشکار نشد. تحلیل‌های بعدی یک طراحی ساده ولی کارا با سیستم‌های الکترونیکی تیوب خلاء، دو موتور عظیم توربوجت را آشکار کرد. برخلاف تصور اولیه بخش عمده بدنه میگ-۲۵ از آلیاژ فولاد و نیکل ساخته شده بود و نه از تیتانیوم. در مجموع ۸۰ درصد بدنه میگ-۲۵ را آلیاژ نیکل، ۱۱ درصد آلومینیوم و ۹ درصد را تیتانیوم تشکیل می‌داد. همچنین مشخص شد طراحی بال‌های بزرگ برای این هواپیما به دلیل وزن بالای آن است. شعاع عملیاتی آن هم ۳۰۰ کیلومتر و حداکثر برد آن با سوخت داخلی و پرواز با سرعت زیر صوت در ارتفاع پایین کمتر از ۱۲۰۰ کیلومتر است. میگ-۲۵ تولیدی معادل ۱۱۹۰ فروند را داشته‌است و در شوروی و کشورهای تابع آن به کار رفته‌است. هنوز هم در روسیه و بعضی کشورها به‌طور محدود مورد استفاده‌است.
تلفات فاکسبت در طول جنگ ایران و عراق: دو فروند  توسط خلبانان تامکت رستمی و جهانبخش(یک فروند دیگرهم توسط تیمسار جهانبخش ولی بدون پیدا شدن لاشه)  ...یک فروند توسط اف پنج جناب زارع نژاد و یک فروند توسط پدافند اصفهان ،سرنگون شدند .

میگ-۳۱ هواپیمای رهگیر دیگری است که با ارتقاء و بهبود طرح میگ-۲۵ در شوروی ساخته شده و از سال ۱۹۸۲ جای آن را به عنوان رهگیر دوربرد اصلی نیروی دفاع هوایی شوروی گرفت.

در جنگ عراق نیروهای آمریکایی تعدادی هواپیمای عراقی یافتند که نیروهای صدام از ترس آن‌ها را زیر شن‌ها مدفون کرده بودند. یکی از آن جنگنده‌ها میگ-۲۵ معروفی است که نیروهای آمریکایی پس از شناسایی، آن را از زیر شن‌ها بیرون آورده که امروزه در موزهٔ آمریکا نگهداری می‌شود. امروزه میگ-۲۵ به جز سوریه و الجزایر در همهٔ کشورها بازنشسته شده‌است.

## مدل‌ها

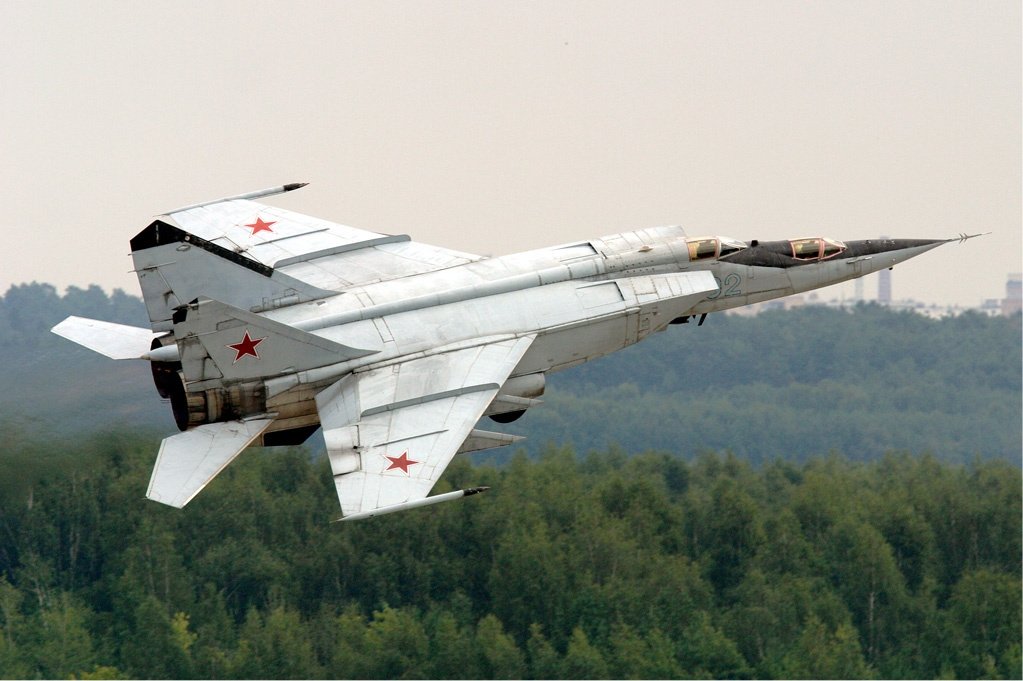
مدل دوسرنشین آموزشی

چندین مدل از این جنگنده رهگیر ساخته شده:
- مدل آ: رهگیر پایه
- بی: شناسایی
- سی: تمرینی دوسرنشینه
- دی: شناسایی با رادار اصلاح‌شده
- ئی: مدل آ با قابلیت محدود نگاه به پائین و شلیک به پائین تقریباً مشابه میگ-۲۷ فلاگر

## پیشینهٔ عملیات‌ها

### شوروی

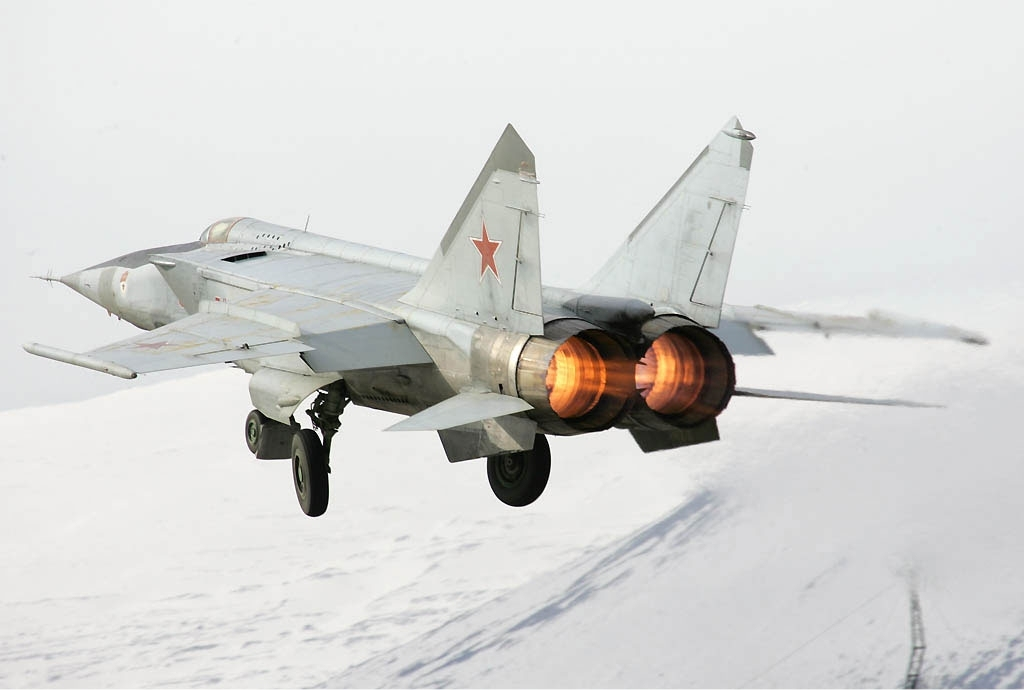

میگ-۲۵ در تاریخچهٔ عملیاتی خود در کشور شوروی، از ماه مارس ۱۹۷۱ تا ژوئیه ۱۹۷۲ دست‌کم ۲۰ بار بر فراز صحرای سینا با بیشینهٔ سرعت خود از کشور اسرائیل جاسوسی می‌کرد. شوروی، نمونه‌های اولیهٔ این جنگنده را برای آزمایش به خاورمیانه فرستاد که در آن زمان درگیری‌هایی بین اسرائیل و اعراب وجود داشت. این عملیات شناسایی در بازهٔ ارتفاع ۱۷۰۰۰ تا ۲۳۰۰۰ متری از سطح زمین رخ می‌داد. (۵۵ تا ۷۵هزار پایی) در سال ۱۹۷۱ میلادی، یک میگ-۲۵ که با سرعت ۲٫۵ ماخ بر فراز صحرای سینای مصر پرواز می‌کرد با جنگنده اف-۴ فانتوم-ای نیروی هوایی اسرائیل روبرو شد. میگ بی‌درنگ یک موشک به سوی فانتوم شلیک کرد که ناموفق بود و سپس سرعت خود را به ۳٫۲ ماخ افزایش داد. پس از بازگشت این هواپیما به شوروی، موتور این هواپیما بر اثر سرعت بیش از اندازه‌اش در آن عملیات، آسیب بسیار زیادی دیده بود و به همین دلیل اسقاط و بازیافت شد. مدل شناسایی میگ-۲۵ در طول جنگ یوم کیپور بمدت ۲۰ بار در این منطقه پرواز کرد. این هواپیماها تا واپسین روزهای سال ۱۹۷۴ میلادی در مصر باقی مانند و به ارتش این کشور کمک کردند.

در دهه ۱۹۷۰ میلادی، میگ‌های شوروی بر فراز ایران به پرواز و شناسایی مشغول بودند تا از عملیات مشترک ایران و آمریکا که با کد پروژه ژن تیره شناخته می‌شد مقابله کنند. شوروی در خلال این کشمکش‌ها از مدل میگ-۲۵ آر.اس.بی. اچ بهره برده‌است. 

نیروی هوایی سوئد در دهه ۱۹۸۰ میلادی اعلام کرد که میگ-۲۵ شوروی در ارتفاع ۱۹ کیلومتری از سطح زمین پشت سر یک لاکهید اس‌آر-۷۱ بلک‌برد که در ارتفاع ۲۲ کیلومتری از سطح زمین پرواز می‌کرد و این هواپیمای شناسایی را بر فراز دریای بالتیک تعقیب کرده‌است.

### سوریه

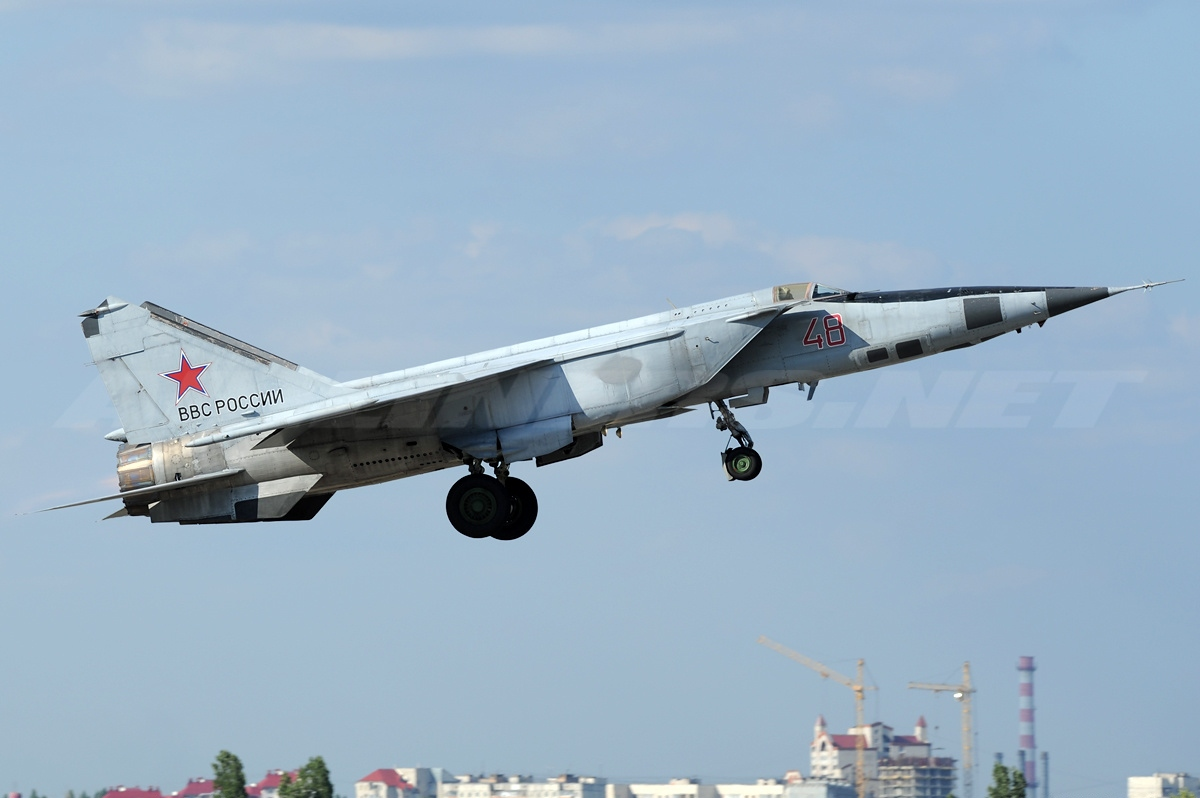

در فوریه ۱۹۸۱ یک اف-۴-ای اسرائیلی با پرواز کردن بر فراز لبنان، تلاش کرد تا میگ-۲۵ سوریه را فریب دهد. میگ-۲۵های سوریه بی‌درنگ اسکرمبل کردند که موجب شد اف-۴ اسرائیلی از شراره استفاده کند و سپس با به‌کارگیری پادکار الکترونیکی از منطقه فرار کرد. به این ترتیب میگها فریب خورده و به تعقیب اف-۴ پرداختند. در همین حال دو اف-۱۵ ایگل اسرائیلی که در کمین میگهای سوریه به انتظار نشسته بودند به آنها یورش بردند و توانستند یکی از میگ-۲۵ها را با موشک ایم-۷ اسپارو سرنگون کنند ولی میگ دوم موفق به فرار شد. در درگیری مشابهی در ۲۹ ژوئیه ۱۹۸۱ اسرائیلی‌ها به همین روش توانستند یک میگ-۲۵ دیگر را نیز سرنگون کنند. آن میگ یک موشک آر-۴۰ روسی به سوی اف-۱۵ شلیک کرده بود که خطا رفت و اندکی پس از این شلیک، میگ-۲۵ باز هم بوسیلهٔ موشک ایم-۷ سرنگون شد.

نخستین درگیری گزارش شده از میگ-۲۵ سوری در خلال جنگ داخلی سوریه، در فوریه ۲۰۱۴ گزارش شده‌است که دو اف-۱۶ ترکیه اسکرمبل کردند تا میگ-۲۵ سوریه را شناسایی و از مرزهای ترکیه دور کنند؛ زیرا این میگ-۲۵ در نزدیکی مرزهای ترکیه پرسه می‌زده‌است. در ماه مارس ۲۰۱۴، فیلمی از عملیات جنگنده میگ-۲۵ سوری در شهر حماء سوریه منتشر شد که مشغول بمباران تروریستها بوده‌است.

### عراق

#### جنگ ایران و عراق

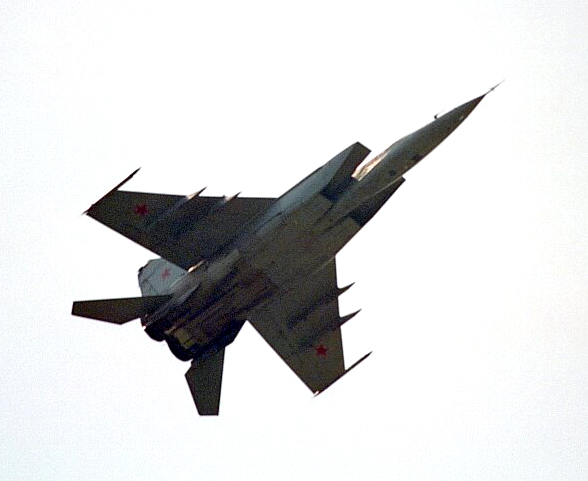

در طول جنگ ایران و عراق، میگ-۲۵ در خدمت نیروی هوایی عراق بود و یکی از جنگنده‌های اف-۴ ایران بوسیلهٔ موشک میگ-۲۵ بشدت آسیب دید ولی موفق به فرود شد. در فوریه ۱۹۸۳ نیز میگ-۲۵ یک پیروزی دیگر به دست آورد و هواپیمای لاکهید سی-۱۳۰ هرکولس ایران را سرنگون کرد که همهٔ سرنشینان آن کشته شدند. میگ-۲۵های عراق در آوریل ۱۹۸۴ یک اف-۵ ایران را سرنگون کردند. در ۲۱ مارس ۱۹۸۴ نخستین جنگنده اف-۴ ایرانی به دست میگ‌ها سرنگون شد و در ۵ ژوئن ۱۹۸۵ دومین اف-۴ ایران نیز سرنگون گشت. میگ‌ها در فوریه ۱۹۸۶ یک لاکهید ئی‌سی-۱۳۰ ایران را سرنگون کردند و به فاصله اندکی در ۱۰ ژوئن، نخستین آراف-۴ ایران نیز سرنگون شد. دومین آراف-۴ نیز در اکتبر ۱۹۸۶ سرنگون گشت.
موفق‌ترین خلبان عراقی میگ-۲۵، سرهنگ «محمّد ریّان» بود که با ده بار سرنگون کردن هواپیماهای ایران، بیشترین افتخار را نزد عراقی‌ها داشت و از این رو به او درجه سرهنگی اعطا شد. این پیروزی‌های او از سال ۱۹۸۱ تا ۱۹۸۶ بدست آمدند. در سال ۱۹۸۶ محمد ریان درحالیکه در میگ-۲۵ خود درحال پرواز بود، به دست خلبانان اف-۱۴ ایران جلیل زندی، کشته شد.

بر اساس گزارش خبرنگار اتریشی «تام کوپر»، درمجموع ۱۰ هواپیمای میگ-۲۵ عراقی به دست تامکت‌های ایرانی سرنگون شدند که یکی از این پیروزی‌ها به‌طور مشترک با جنگندهٔ اف-۵ بدست آمده‌است. بنا بر آمار عراقی، تنها سه میگ-۲۵ بوسیلهٔ پدافند زمینی ایران سرنگون شدند. میگهای عراقی در سال ۱۹۸۱ یک هواپیمای گلف‌استریم ۳ الجزایر و در سال ۱۹۸۶ یک میگ-۲۱آر. اف سوریه را نیز سرنگون کردند.

#### جنگ خلیج فارس
در نخستین شب از آغاز جنگ خلیج فارس، یک اف-۱۸ از نیروی دریایی ایالات متحده آمریکا به وسیلهٔ موشک بیسنوات آر-۴۰ میگ-۲۵ سرنگون شد و خلبان آن اسکات اسپایکر در این برخورد جان باخت. خلبان میگ-۲۵ «زهیر داوود» نام داشت. در ۱۹ ژانویه، دو میگ-۲۵ عراقی درحال فرار از دست دو اف-۱۵ آمریکایی بودند که با استفاده از شراره و ابزارهای جنگ الکترونیک قصد فرار از صحنهٔ نبرد را داشتند که هر دو میگ بوسیلهٔ موشکهای اف-۱۵ که از نوع ایم-۷ اسپارو بودند سرنگون شدند. در یک درگیری دیگر، یک میگ-۲۵ عراقی که توسط ۸ فروند اف-۱۵ آمریکایی محاصره شده بود، سراسیمه‌وار به دنبال راه فرار می‌گشت. در همین حین هواپیمای اف-۱۱۱ رِیوِن آمریکایی درحال پشتیبانی الکترونیکی از جنگنده‌های نیروی هوایی آمریکا بود. میگ-۲۵ عراقی سه موشک پیاپی به سوی این هواپیما پرتاب کرد. از آنجایی که اف-۱۱۱ توانایی دفاع از خود را ندارد، هشت هواپیمای اف-۱۵ مأموریت خود را لغو کرده و به کمک این هواپیما شتافتند. با این روش میگ-۲۵ توانست از صحنه نبرد فرار کند. در یک درگیری مشابه، دو میگ-۲۵ عراقی با دو اف-۱۵ آمریکایی روبرو شدند. پس از مدتی درگیری، دو اف-۱۵ دیگر نیز به یاری هم‌تیمی‌های خود شتافتند. اف-۱۵ها در مجموع ۱۰ موشک به سوی آن دو میگ-۲۵ پرتاب کردند که هیچ‌کدام از موشکها به میگها نرسیدند. این درگیری در آسمان تکریت رخ داد. 

پس از پایان جنگ در تاریخ ۲۷ دسامبر ۱۹۹۲، یک میگ-۲۵ عراقی با ورود به منطقهٔ پرواز ممنوع، به دست یک اف-۱۶-دی آمریکایی سرنگون شد. این سرنگونی بوسیلهٔ موشک ایم-۱۲۰ آمرام رخ داد. این نخستین سرنگونی بوسیلهٔ موشک آمرام در تاریخ بود.

در سال ۲۰۰۲ یک میگ-۲۵ عراقی توانست پهپاد ام‌کیو-۱ مسلح آمریکایی را که درحال شناسایی اهداف برای درگیری بود، سرنگون کند. این نخستین درگیری در تاریخ بود که یک هواپیما با پهپاد مسلح به موشک هوا به هوا روبرو می‌شود. این پهپاد بوسیلهٔ دو موشک ایم-۹۲ استینگر مسلح شده بود. گرچه پهپاد موفق شد یکی از موشکهای خود را سوی میگ-۲۵ شلیک کند که آن موشک خطا رفت، ولی موشک میگ به پهپاد برخورد کرده و آنرا نابود کرد.

در سال ۲۰۰۳ و در خلال جنگ عراق، هیچ میگ-۲۵ عراقی به پرواز درنیامد و بیشترشان بر روی زمین نابود شدند. برخی از هواپیماهای عراقی نیز به دست نیروهای عراقی در زیر شنهای صحرا پنهان گشتند تا از گزند نیروهای آمریکایی در امان بمانند. چنددَه فروند از این هواپیماهای مدفون شده، توسط نیروی زمینی آمریکا پیدا شده و به موزه‌های آمریکا فرستاده شدند که تعدادی از آنها میگ-۲۵ بودند.

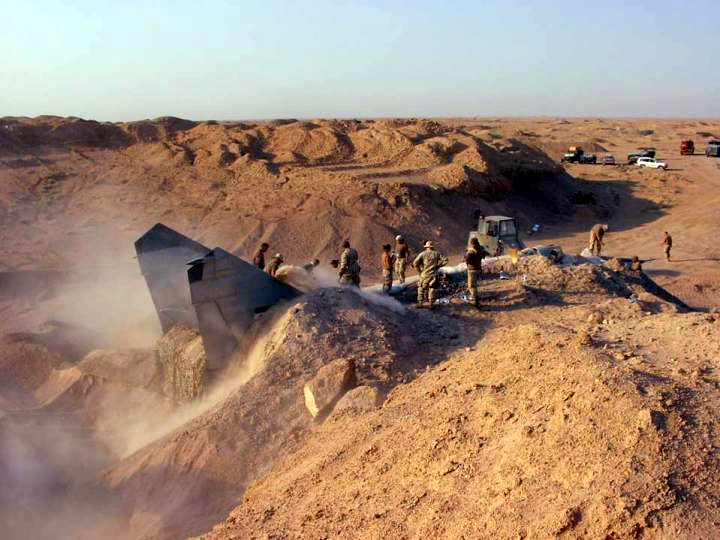
بیرون کشیدن میگ عراقی از زیر شن در سال ۲۰۰۴ میلادی
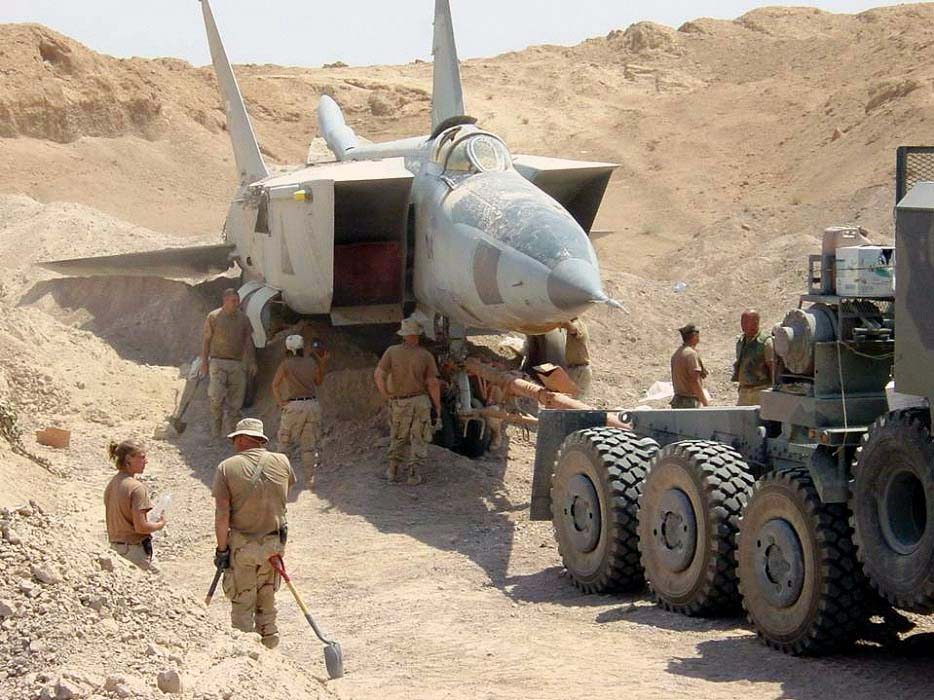
آسیب دیدن بالهای میگ.
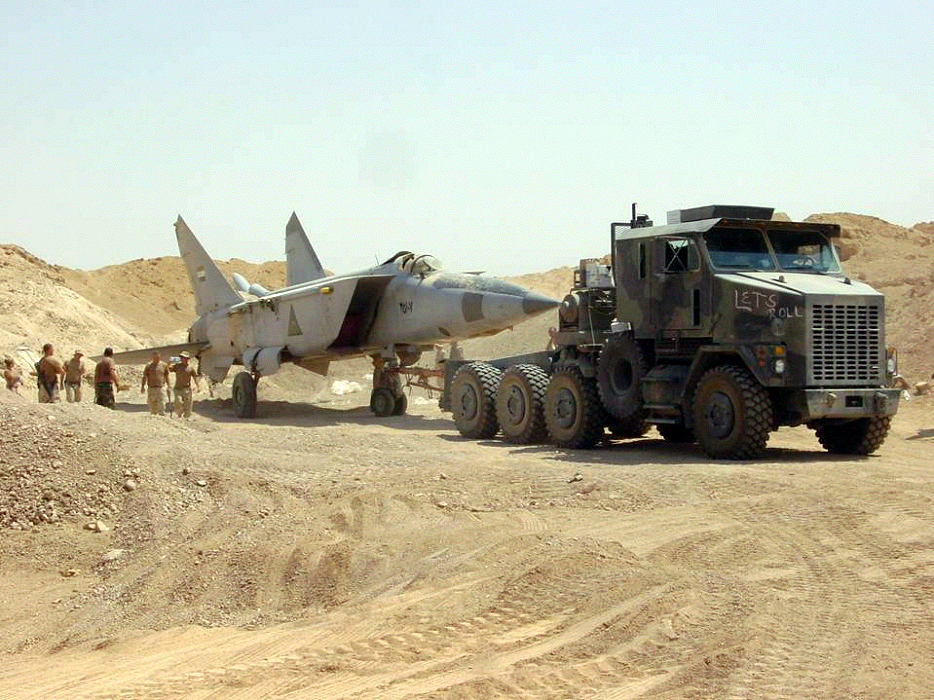
یدک کشیدن میگ-۲۵ تا پایگاه آمریکایی در عراق بوسیلهٔ Oshkosh M1070

### هند
میگ-۲۵ هندی در جنگهای گوناگون علیه پاکستان به کار گرفته شده‌است. در سال ۱۹۹۷ یک میگ-۲۵ هندی با پرواز بر فراز اسلام‌آباد پایتخت پاکستان در ارتفاع ۲۰ کیلومتری با سرعت زیر صوت به کار شناسایی پایگاه‌های پاکستانی مشغول بود. پاکستان فاقد رادارهایی بود که این هواپیما را در ارتفاع بالا شناسایی کند. درحالیکه میگ-۲۵ همچنان بصورت پنهان‌کار به پرواز خود ادامه می‌داد، اقدام به شکستن دیوار صوتی نیز نمود. پاکستان علام کرد که شکستن دیوار صوتی، عمدی بوده و اینکار را بنوعی خودنمایی از هندی‌ها تلقی کرد تا به پاکستان بفهمانند، هندوستان دارای چنین هواپیمایی است و نیروی هوایی پاکستان توان مقابله با آن را ندارد. هندوستان این موضوع را تکذیب کرد؛ «گوهر ایوب خان» وزیر امور خارجه وقت در پاکستان مدعی شد که فاکسبت هندی از پایگاه‌های حساس پاکستان در اسلام‌آباد جاسوسی کرده‌است.

خورشیدگرفتگی ۲۴ اکتبر ۱۹۹۵ بر فراز هندوستان توسط فاکسبت‌ها فیلمبرداری شدند. این فیلمبرداری در ارتفاع ۲۵ کیلومتری سطح زمین رخ داد. (۸۲هزار پایی)

درنهایت هندوستان به دلیل نداشتن قطعات یدکی فاکسبت و همچنین با ورود فناوری تصویربرداری ماهواره‌ای و پهپادهای جاسوسی به عرصهٔ نظامی، مجبور شد فاکسبت‌های خود را در سال ۲۰۰۶ بازنشسته کند.

### لیبی
در خلال دهه ۷۰ و ۸۰ میلادی، لیبی بر سر مالکیت آب‌های شمالی خود، به ویژه «خلیج سرت» با آمریکا در تنش بود. پس از مدتی درگیریهای هوایی با نیروی هوایی آمریکا و رویدادهای مربوط به «خلیج سرت» در سال ۱۹۸۱، لیبی از سوی آمریکا تحریم شد و میگ‌های۲۵ لیبی به دلیل کمبود قطعات یدکی، زمین‌گیر شدند. این میگ‌ها درحالیکه در لیبی زمین‌گیر بودند در خلال جنگ داخلی لیبی (۲۰۱۱) به دست ناتو بمباران و بیشترشان بکلی نابود شدند. پیش از حملهٔ ناتو، افسران لیبی تعدادی از قطعات میگ-۲۵ را به مکان امنی بیرون از پایگاه‌ها منتقل کردند و در سال ۲۰۱۴ و در خلال جنگ داخلی لیبی، دولت موقت لیبی سعی کرد با تعمیر میگ‌های فرسوده، آنها را عملیاتی کند و علیه شورشیان به‌کار بگیرد. در سال ۲۰۱۵ یک میگ ۲۵ عملیاتی شد و اندکی پس از تعمیر، در اولین پروازش برای نبرد توسط موشک زمین به هوا سقوط کرد. گرچه خلبان آن موفق به اجکت و فرود شد. این خلبان که به دست شورشیان اسیر شده بود به انفجار هواپیمایش اعتراف کرده‌است.

## مشخصات (میگ-۲۵پی)

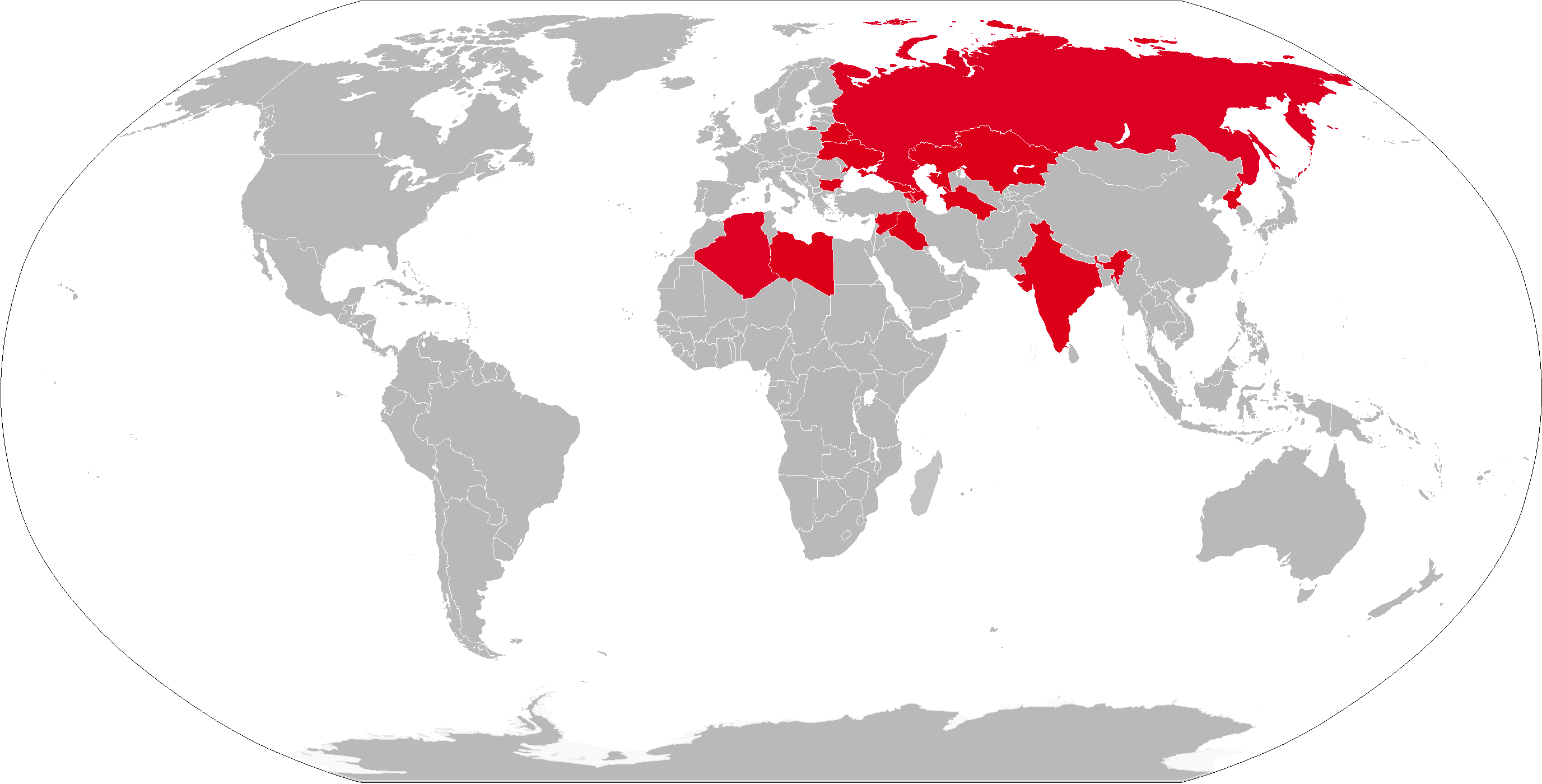

منبع اطلاعات The Great Book of Fighters, International Directory of Military Aircraft
مشخصات عمومی
- خدمه: یک
- طول: ۱۹/۷۵ متر (64 ft 10 in)
- پهنای بال: ۱۴٫۰۱ متر (45 ft 11.5 in)
- ارتفاع: ۶/۱۰ متر (20 ft 0.25 in)
- بال: مساحت ۶۱/۴۰ مترمربع (660.93 ft²)
- وزن خالی: ۲۲۰۰۰ کیلو (44,080 lb)
- وزن بارگیری: ۳۶۷۲۰ کیلو (80,952 lb)
- پیشرانه: ۲× دارای پس سوز توربوجت موتور تامسکی آر-۱۵B-300 
  - نیرو ی خشک: ۷۳/۵ کیلونیوتن (16,524 lbf) هرکدام
  - نیرو با پس سوز ۱۰۰٫۱ کیلونیوتن (22,494 lbf) هرکدام

 عملکرد 
- سرعت بیشینه: ** High altitude: Mach 3.2[۴] (3,490 km/h, 2,170 mph); Mach 2.83 (3,090 km/h, 1,920 mph) continuous engine limit[۴]
  - ارتفاع پایین: ۱۲۰۰ کیلومتر در ساعت (650 knots, 740 mph)[۳۹]
- برد: ۱۷۳۰ کیلومتر (1,075 mi) با سوخت داخلی
- سقف پروازی: ۲۰۷۰۰ متر (با ۴ موشک) (67,915 ft)
- بارگیری بال: ۵۹۸ کیلوگرم بر مترمربع (122.5 lb/ft²)
- نسبت نیرو به وزن: ۰/۴۱
- Time to altitude: ۸٫۹ دقیقه تا ۲۰۰۰۰ متر (65,615 ft)

جنگ‌افزار

- ۲× موشک هدایت شونده راداری بیسنوات آر-۴۰ (آآ-۶ آکرید)
- دو موشک مادون‌سرخ آر-۴۰تی

تجهیزات پروازی

- رادار آرپی-۲۵ اسمرچ
- ارتفاع‌سنج راداری آروی-یوام یا آروی-۴

## نگارخانه

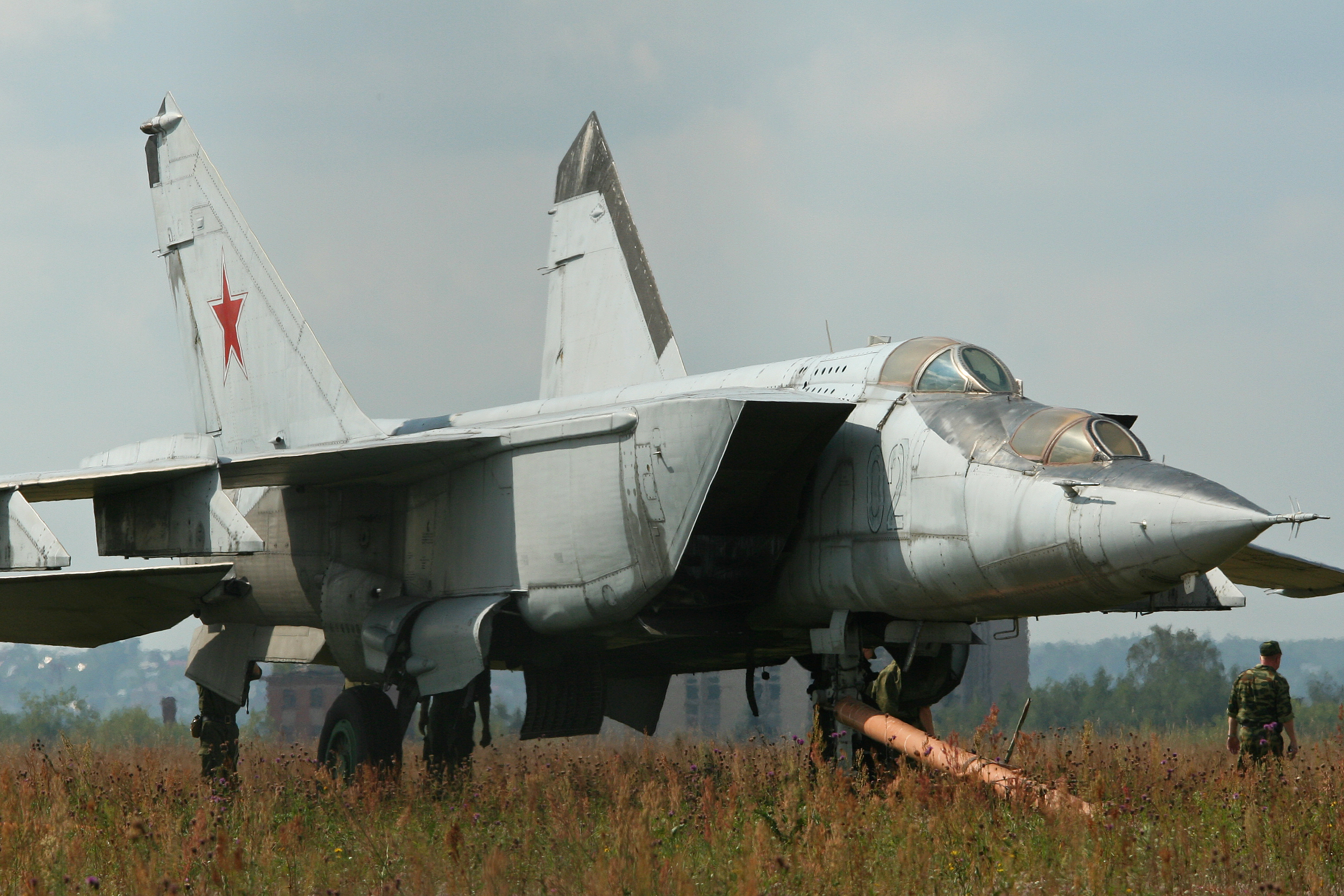
میگ-۲۵ آموزشی
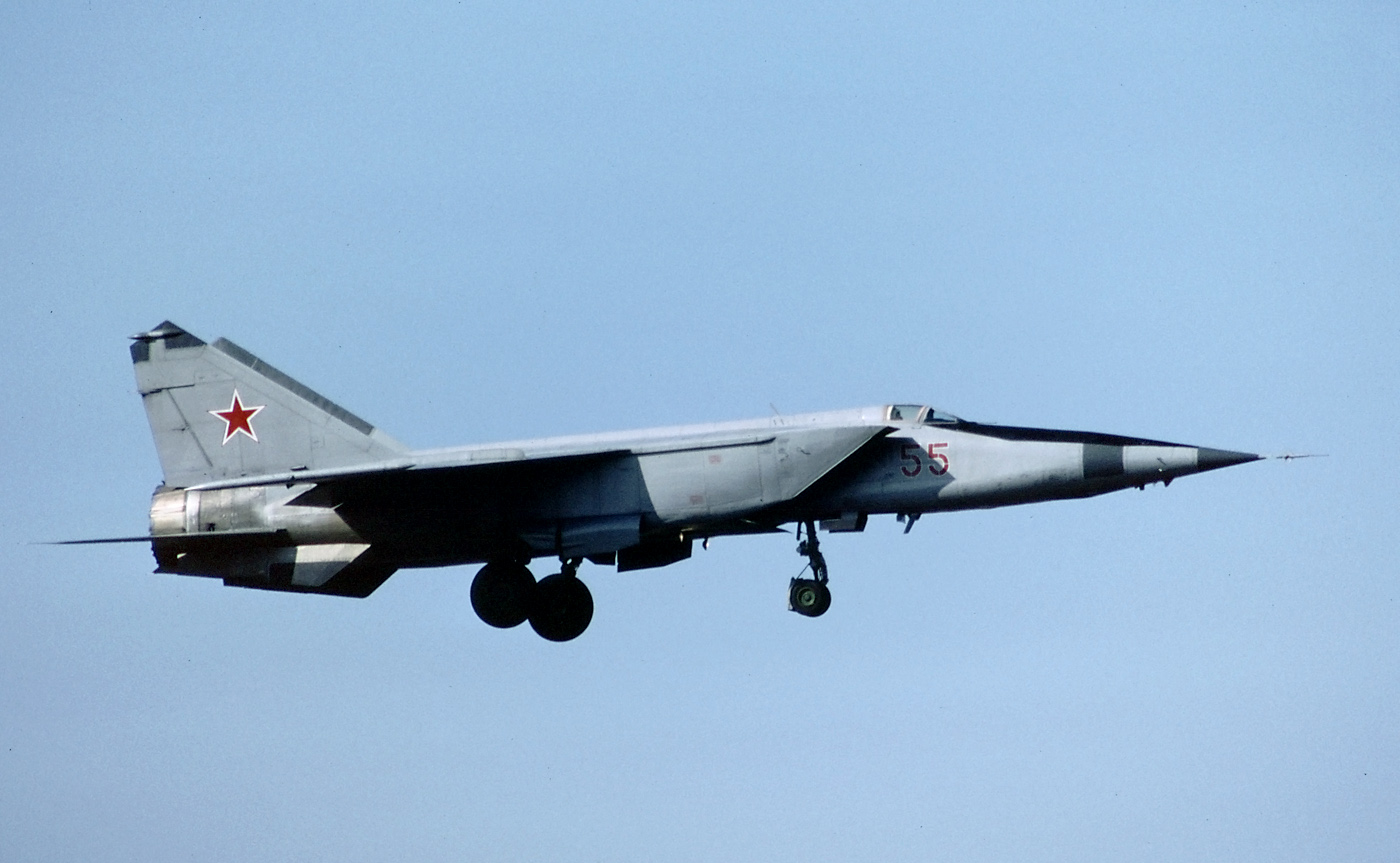
میگ-۲۵ در برلین. سال ۱۹۹۱
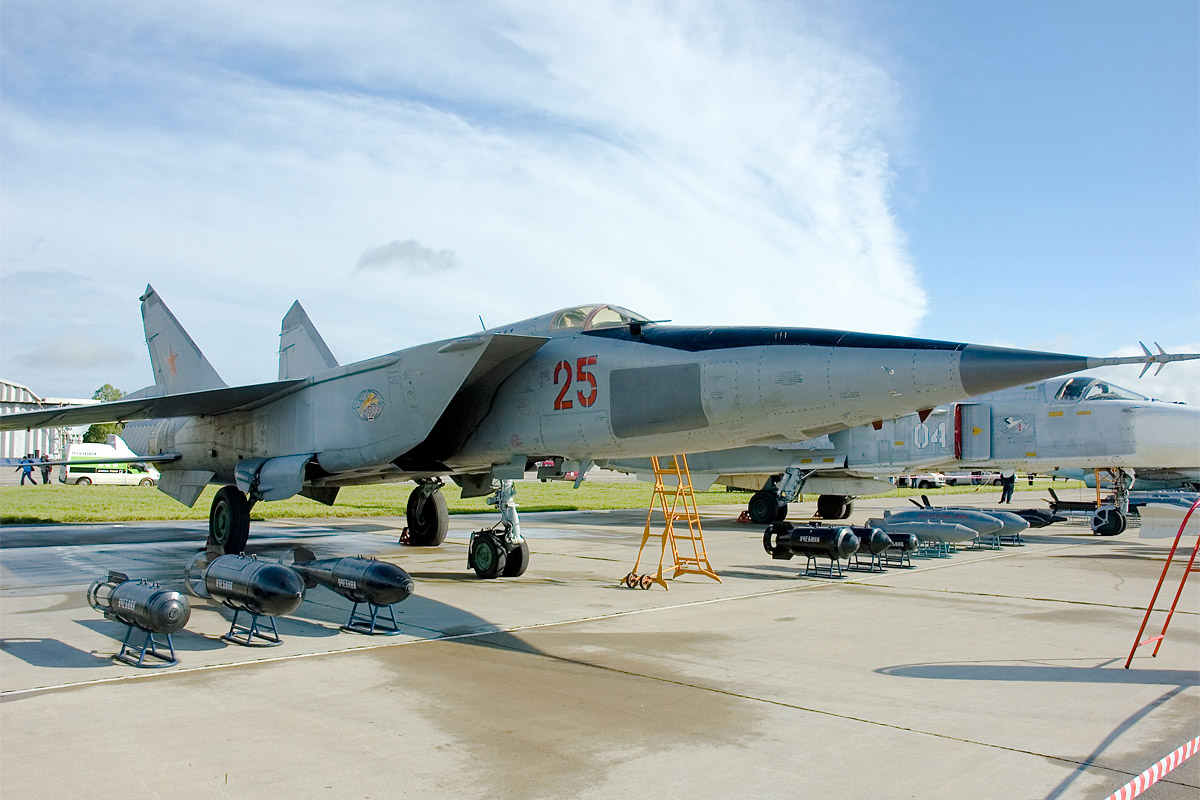
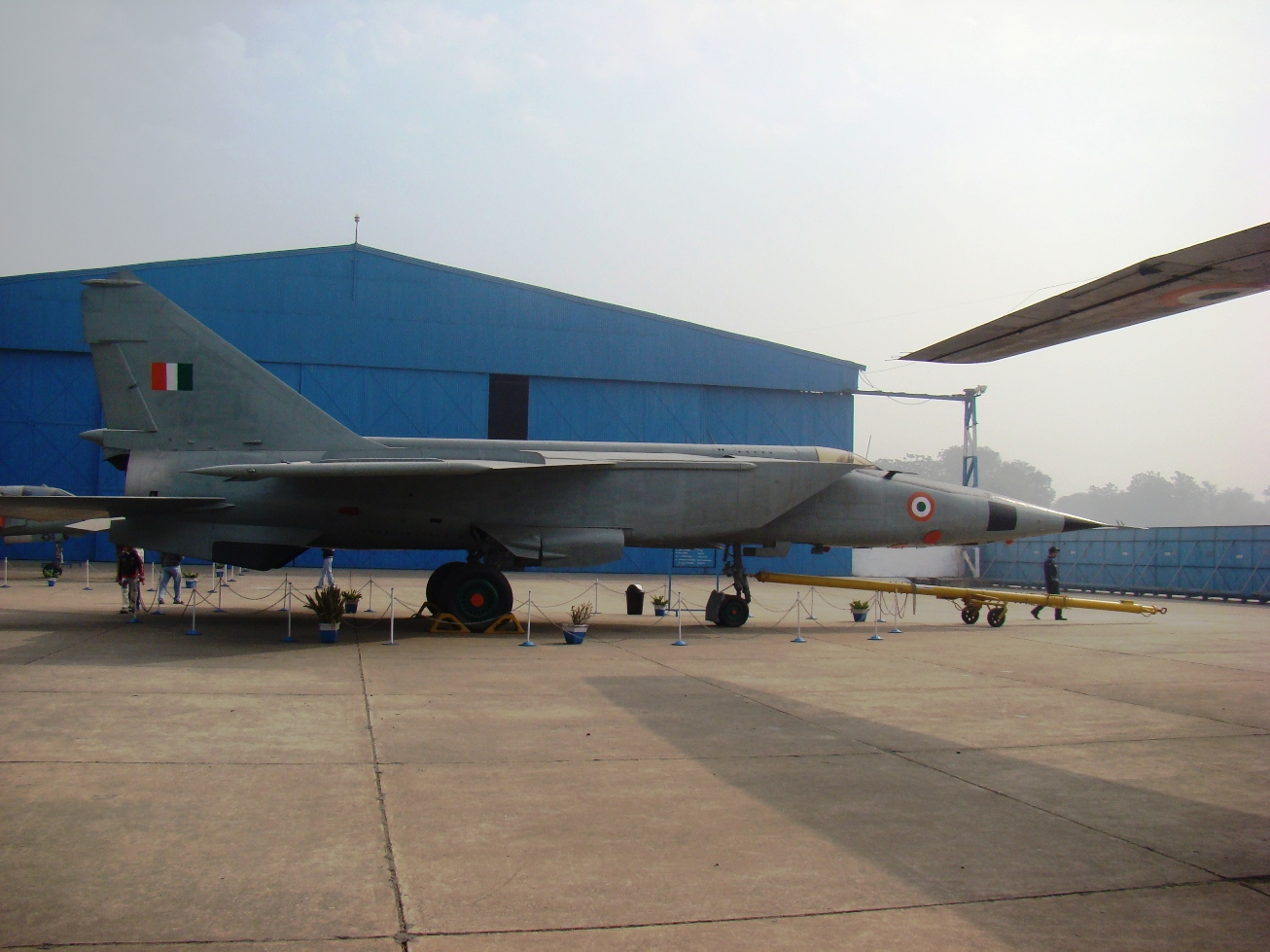
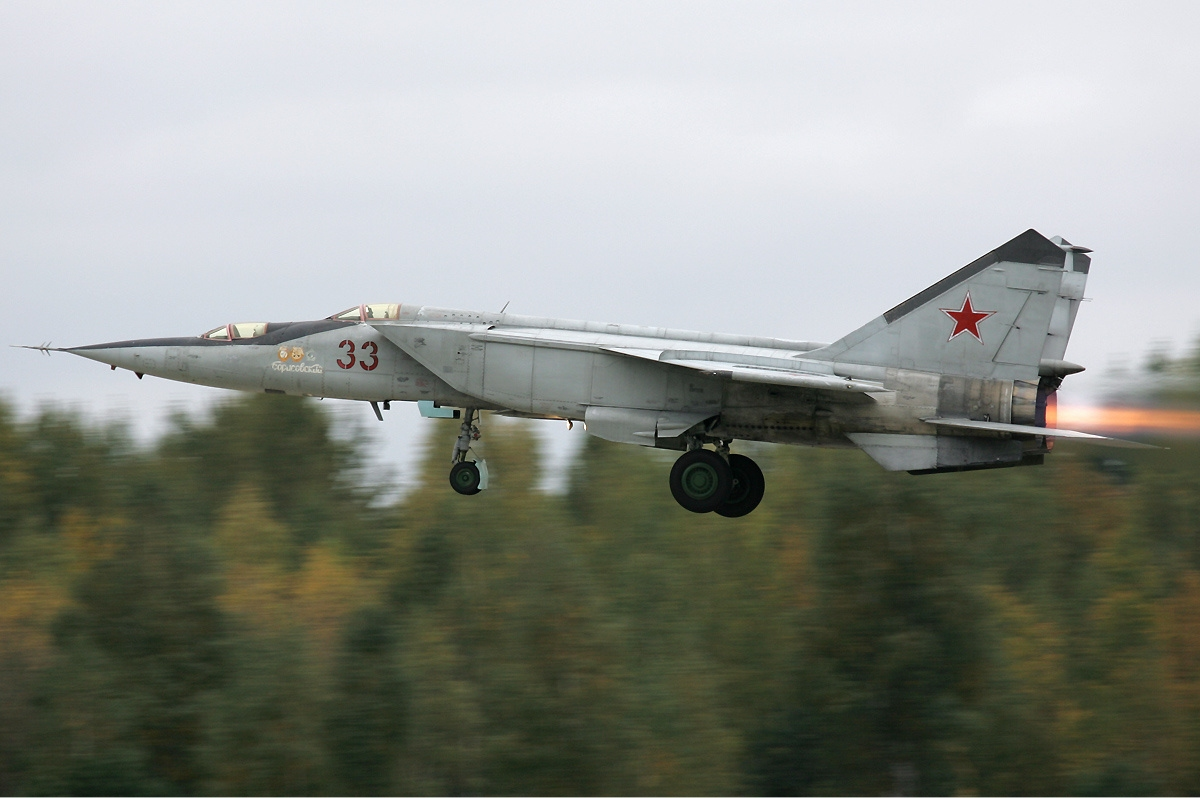
آموزشی
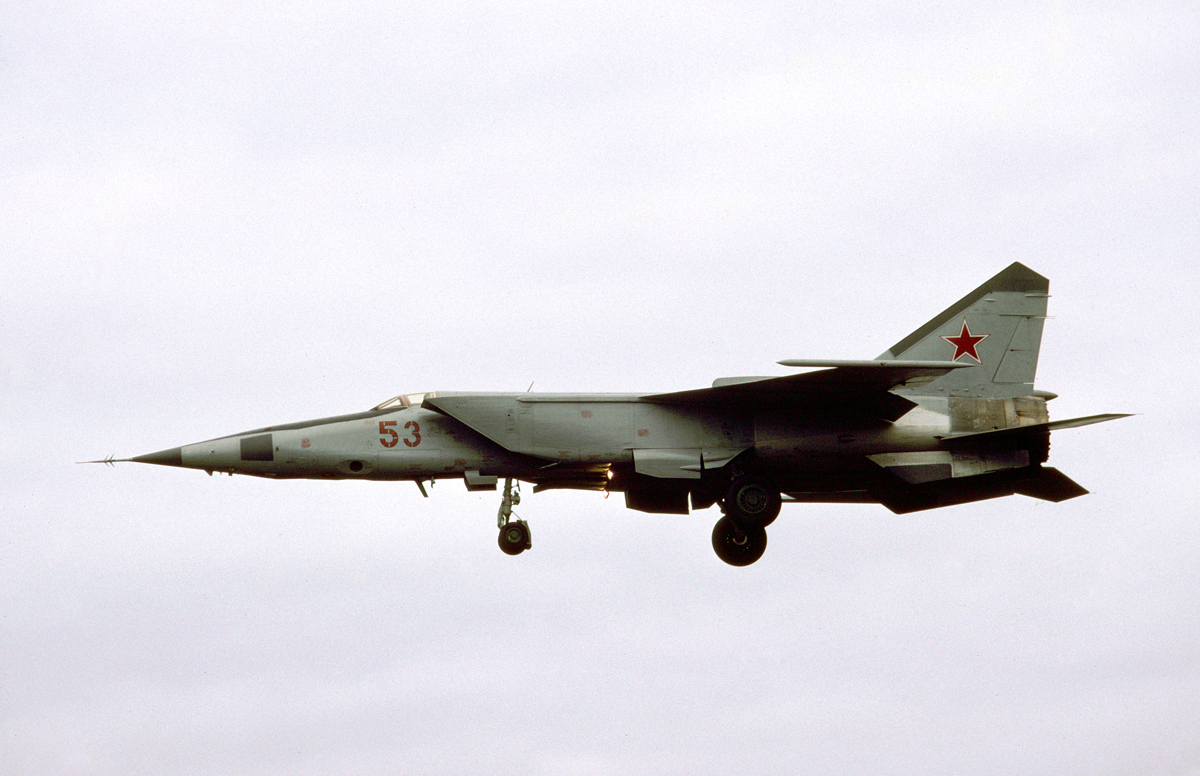
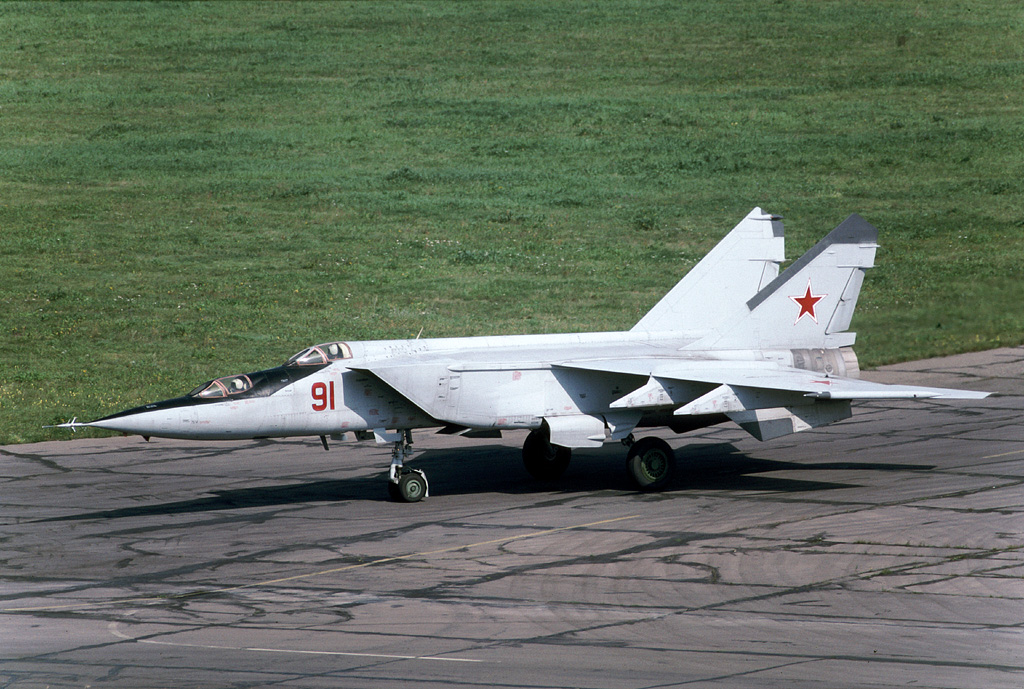
آموزشی
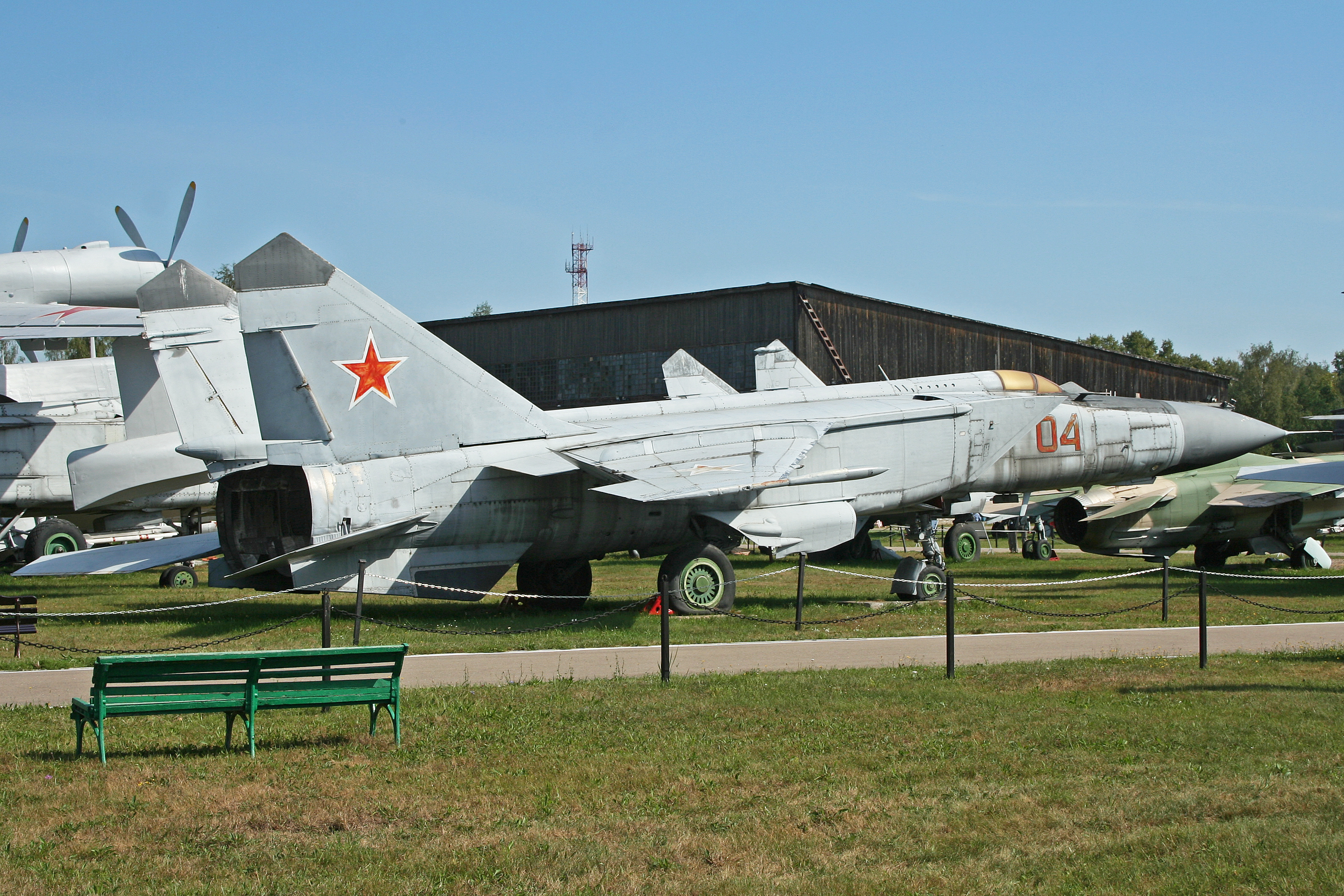
موزه روسیه
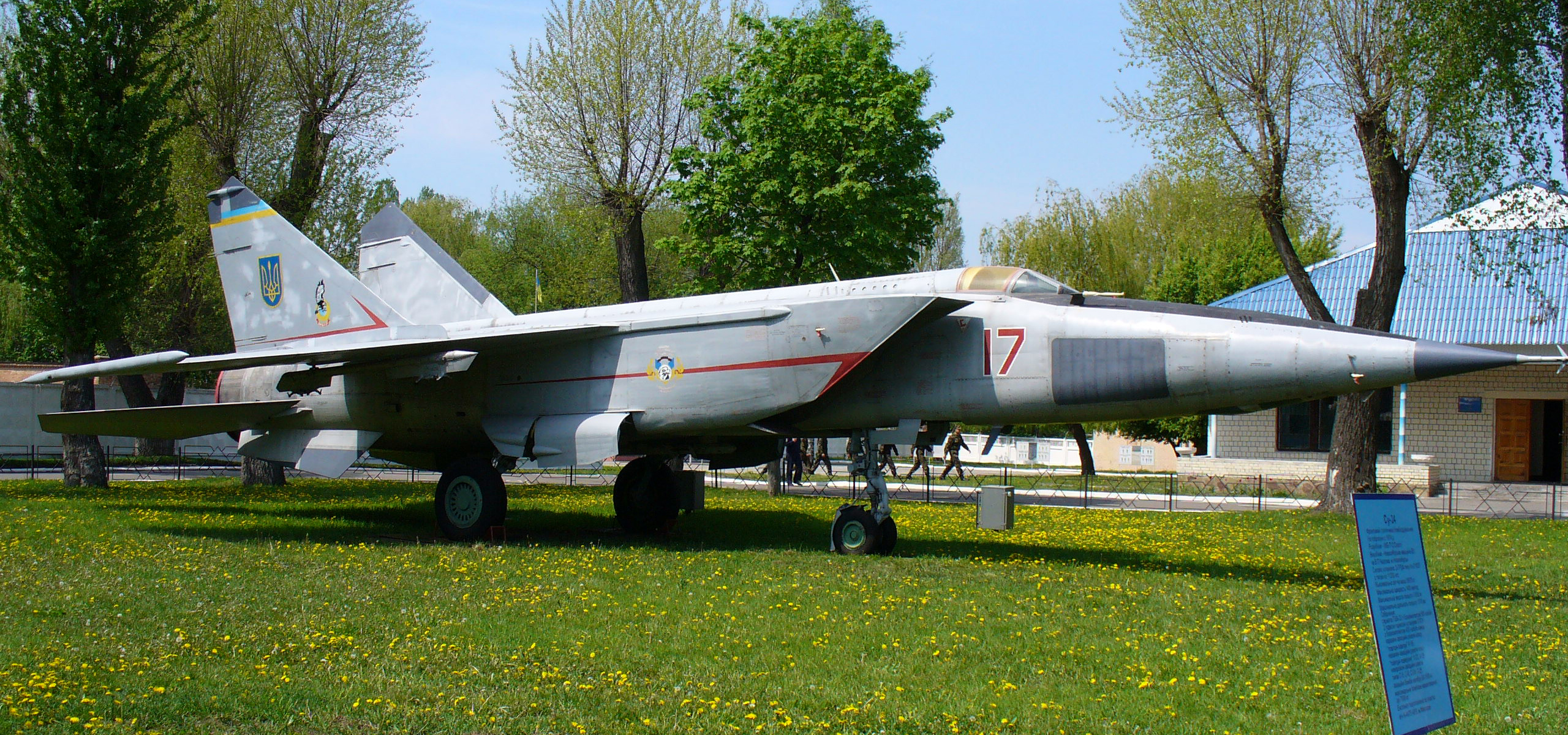
موزه روسیه